# Hylobates abbotti
Hylobates abbotti (лат.) — вид приматов из семейства гиббоновых. Эндемик Калимантана, обитает на юго-западе острова (штат Саравак и провинция Западный Калимантан). Вид распространён к северу от реки Капуас вплоть до района Спао (англ. Spaoh District) в Сараваке на востоке.

## Классификация
Был описан английским зоологом Сесилом Боденом Клоссом как подвид Hylobates cinereus abbotti. Позже часто рассматривался на правах подвида гиббона Мюллера (Hylobates muelleri abbotti); в частности, такая классификация приводится в 3-м издании справочника Mammal Species of the World (2005). В обзорах 2013 и 2016 годов таксоны H. m. abbotti и H. m. funereus были повешены до статуса самостоятельных видов Hylobates abbotti и Hylobates funereus соответственно. Такая пересмотренная классификация была принята Красной книгой МСОП (2020) и базой данных Американского общества маммологов (ASM Mammal Diversity Database).

## Охранный статус и размер популяции
Согласно данным Красной книги МСОП (2020), существует около 30 000 — 45 000 особей вида. Тем не менее, недавних оценок размера популяции не проводилось. Существует острая нехватка данных о популяциях гиббонов, которые могут обитать на неохраняемых территориях и небольших лесных участках.
В настоящее время Hylobates abbotti находится под угрозой утраты среды обитания, из-за чего Красная книга МСОП поместила его в категорию «Вымирающие виды». Угрозу представляют расширение сельскохозяйственных плантаций, вырубка леса (прежде всего сплошная), а также лесные пожары в результате Эль-Ниньо. В период с 1973 по 2017 годы на Калимантане ежегодно исчезало около 1 % лесного покрова, причём, по данным Global Forest Watch (2019), в настоящее время скорость утраты леса не снижается. Таким образом, как отмечает МСОП, если не будет принято мер, за следующие 45 лет может исчезнуть почти 50 % среды обитания Hylobates abbotti. Кроме того, гиббонов незаконно отлавливают для продажи в качестве домашних животных, что представляет ещё одну угрозу для благополучного существования вида в его естественной среде обитания.